# Liste der Bischöfe von Saint-Dié

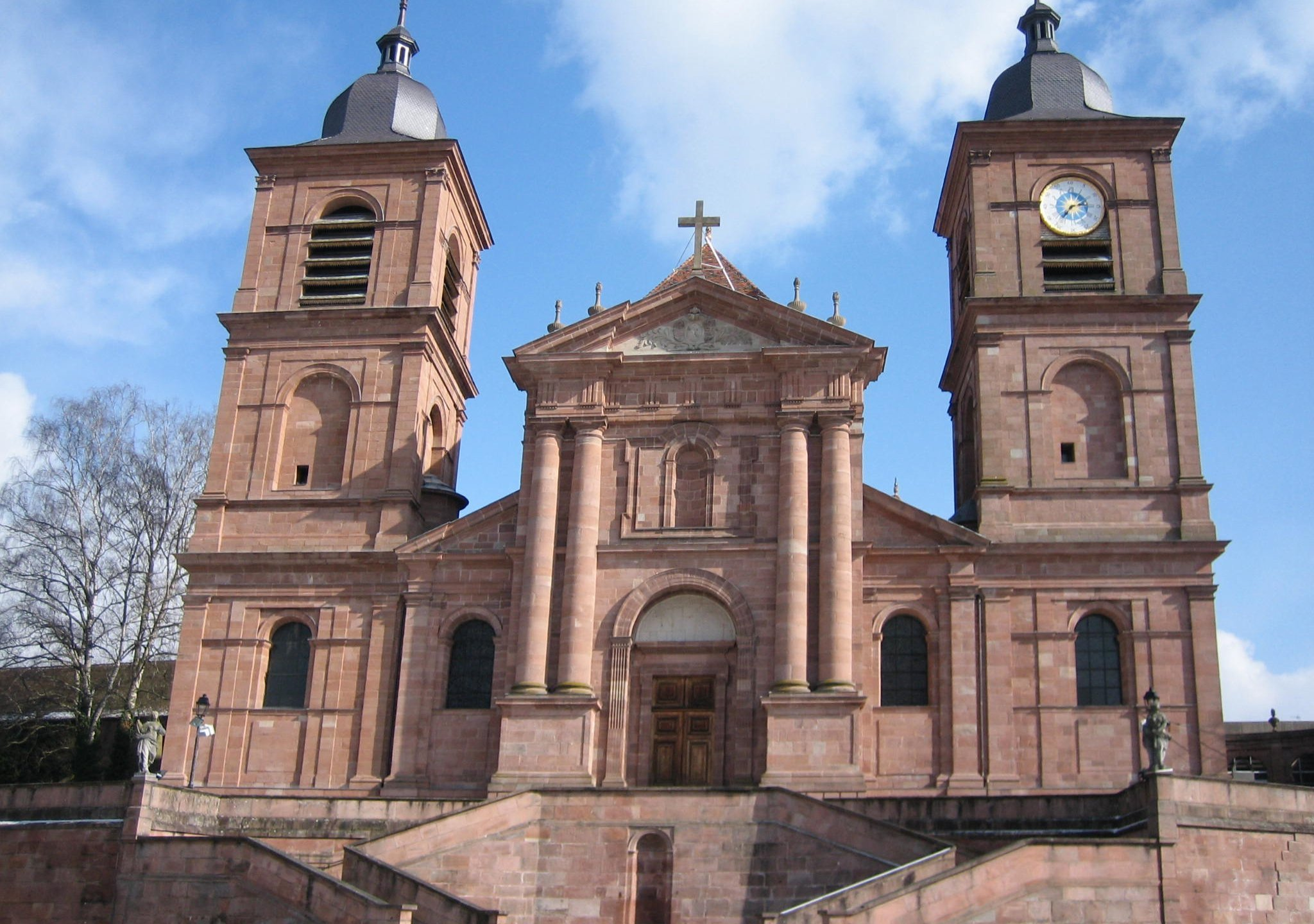
Kathedrale von Saint-Dié

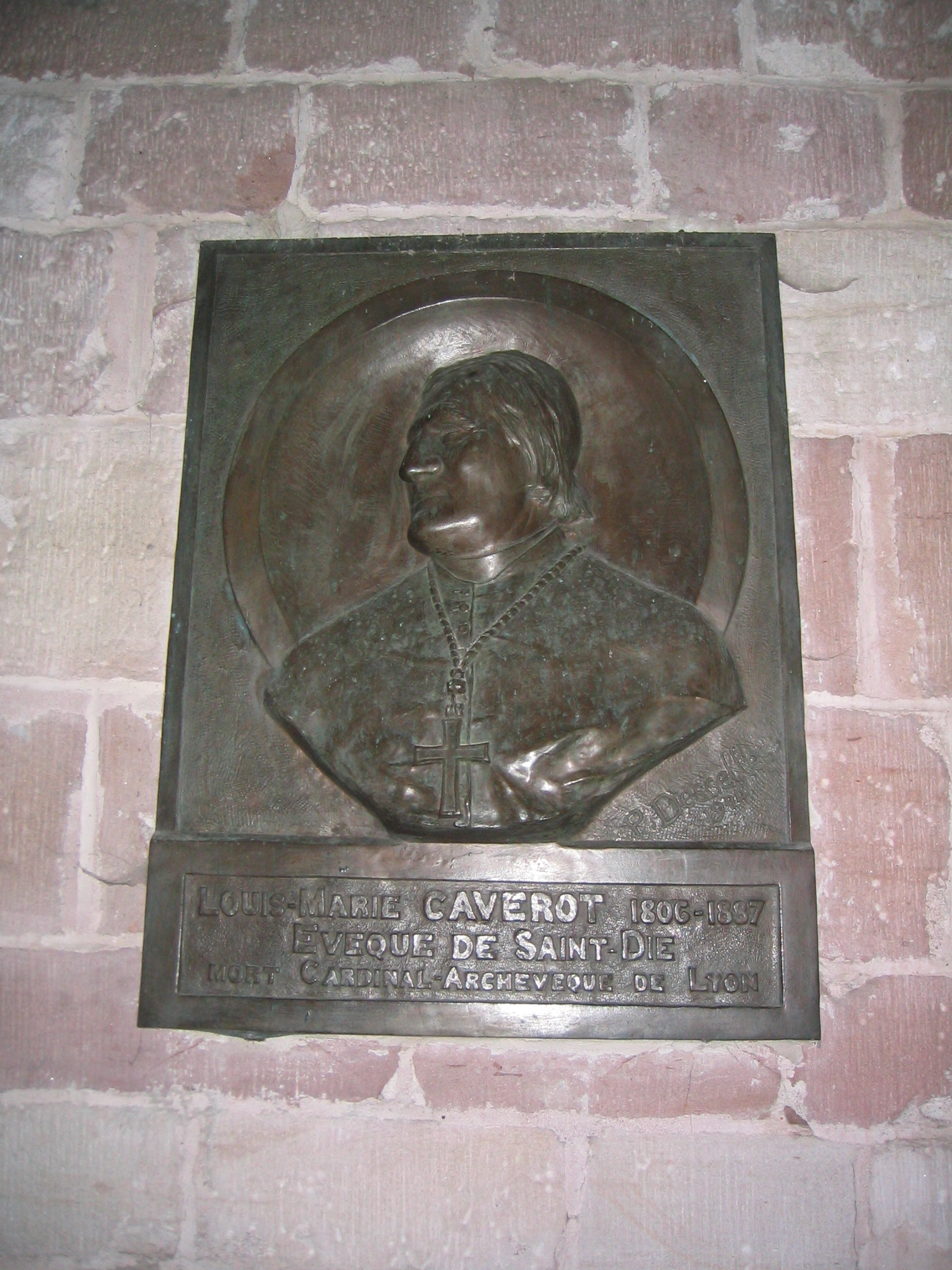
Louis-Marie Caverot (Kirche Notre-Dame in Saint-Dié-des-Vosges)

Die folgenden Personen waren Bischöfe des Bistums Saint-Dié (Frankreich):

## Bischöfe
- 1777–1790 (1802): Barthélémy-Louis-Martin de Chaumont de la Galaizière
- 1791–1793: Jean-Antoine Maudru (Konstitutioneller Bischof)
- 1823–1830: Jacques-Alexis Jacquemin
- 1830–1835: Jacques-Marie-Célestin Du Pont (dann Erzbischof von Avignon)
- 1835–1843: Jean-Joseph-Marie-Eugène de Jerphanion (dann Erzbischof von Albi)
- 1843–1844: Jean-Nicaise Gros (auch Bischof von Versailles)
- 1844–1849: Daniel-Victor Manglard
- 1849–1876: Louis-Marie-Joseph-Eusèbe Caverot (dann Erzbischof von Lyon)
- 1876–1888: Camille-Albert de Briey
- 1890–1893: Marie-Alphonse Sonnois (dann Erzbischof von Cambrai)
- 1893–1930: Alphonse-Gabriel Foucault
- 1930–1940: Louis-Augustin Marmottin (dann Erzbischof von Reims)
- 1940–1946: Emile-Arsène Blanchet (dann Rektor des Institut Catholique de Paris)
- 1947–1964: Henri Brault
- 1964–1983: Jean Vilnet (dann Bischof von Lille)
- 1984–2005: Paul-Marie Guillaume
- 2005–2016: Jean-Paul Mathieu
- 2016–2023: Didier Berthet
- seit 2025: François Gourdon